# Nemeritis cingulata
Nemeritis cingulata är en stekelart som beskrevs av Horstmann 1980. Nemeritis cingulata ingår i släktet Nemeritis och familjen brokparasitsteklar. Arten är reproducerande i Sverige. Inga underarter finns listade i Catalogue of Life.